# Puchar Polski w Koszykówce Mężczyzn 2023
Puchar Polski w Koszykówce Mężczyzn 2023 – 60. edycja Pucharu Polski w koszykówce mężczyzn, rozegrana w dniach 16–19 lutego 2023 w Hali Sportowo-Widowiskowej „Globus” im. Tomasza Wójtowicza w Lublinie.
Triumfatorem został Trefl Sopot, po wygranej w finale 91:80 nad gospodarzami turnieju – Polskim Cukrem Start Lublin, natomiast MVP wybrano Garretta Nevelsa z Trefla Sopot.

## System rozgrywek
Rozgrywki odbyły się w formule Final Eight. Udział w imprezie zapewniony miał jej gospodarz – Polski Cukier Start Lublin, natomiast pozostałe 7 miejsc przypadło drużynom najwyżej sklasyfikowanym w tabeli po 15. kolejkach fazy zasadniczej PLK sezonu 2022/23.

## Drabinka turniejowa
Losowanie drabinki turniejowej odbyło się 12 stycznia 2023 w Lubelskim Centrum Konferencyjnym w Lublinie.
|  | Ćwierćfinały                | Ćwierćfinały                | Ćwierćfinały               |                            |                            | Półfinały                  | Półfinały | Półfinały |  |  | Finał | Finał | Finał |  |
|  |                             |                             |                            |                            |                            |                            |           |           |  |  |       |       |       |  |
|  | King Szczecin               | King Szczecin               | 87                         |                            |                            |                            |           |           |  |  |       |       |       |  |
|  | King Szczecin               | King Szczecin               | 87                         |                            |                            |                            |           |           |  |  |       |       |       |  |
|  | PGE Spójnia Stargard        | PGE Spójnia Stargard        | 92                         |                            |                            |                            |           |           |  |  |       |       |       |  |
|  | PGE Spójnia Stargard        | PGE Spójnia Stargard        | 92                         |                            | PGE Spójnia Stargard       | PGE Spójnia Stargard       | 86        |           |  |  |       |       |       |  |
|  |                             |                             |                            |                            | PGE Spójnia Stargard       | PGE Spójnia Stargard       | 86        |           |  |  |       |       |       |  |
|  |                             |                             | Polski Cukier Start Lublin | Polski Cukier Start Lublin | 109                        |                            |           |           |  |  |       |       |       |  |
|  | Polski Cukier Start Lublin  | Polski Cukier Start Lublin  | Polski Cukier Start Lublin | Polski Cukier Start Lublin | 109                        | 87                         |           |           |  |  |       |       |       |  |
|  | Polski Cukier Start Lublin  | Polski Cukier Start Lublin  |                            |                            |                            |                            |           |           |  |  |       |       |       |  |
|  | Legia Warszawa              | Legia Warszawa              | 86                         |                            |                            |                            |           |           |  |  |       |       |       |  |
|  | Legia Warszawa              | Legia Warszawa              | 86                         |                            | Polski Cukier Start Lublin | Polski Cukier Start Lublin | 80        |           |  |  |       |       |       |  |
|  |                             |                             |                            |                            |                            |                            |           |           |  |  |       |       |       |  |
|  |                             |                             | Trefl Sopot                | Trefl Sopot                | 91                         |                            |           |           |  |  |       |       |       |  |
|  | BM Stal Ostrów Wielkopolski | BM Stal Ostrów Wielkopolski | Trefl Sopot                | Trefl Sopot                | 91                         | 80                         |           |           |  |  |       |       |       |  |
|  | BM Stal Ostrów Wielkopolski | BM Stal Ostrów Wielkopolski |                            |                            |                            |                            |           |           |  |  |       |       |       |  |
|  | Anwil Włocławek             | Anwil Włocławek             | 89                         |                            |                            |                            |           |           |  |  |       |       |       |  |
|  | Anwil Włocławek             | Anwil Włocławek             | 89                         |                            | Anwil Włocławek            | Anwil Włocławek            | 91        |           |  |  |       |       |       |  |
|  |                             |                             |                            |                            | Anwil Włocławek            | Anwil Włocławek            | 91        |           |  |  |       |       |       |  |
|  |                             |                             | Trefl Sopot                | Trefl Sopot                | 93                         |                            |           |           |  |  |       |       |       |  |
|  | WKS Śląsk Wrocław           | WKS Śląsk Wrocław           | Trefl Sopot                | Trefl Sopot                | 93                         | 70                         |           |           |  |  |       |       |       |  |
|  | WKS Śląsk Wrocław           | WKS Śląsk Wrocław           |                            |                            |                            |                            |           |           |  |  |       |       |       |  |
|  | Trefl Sopot                 | Trefl Sopot                 | 79                         |                            |                            |                            |           |           |  |  |       |       |       |  |

### Ćwierćfinały
| 16 lutego 202318:00 | King Szczecin                                      | 87:92(18:20, 16:31, 21:13, 32:28) | PGE Spójnia Stargard                    | Hala Sportowo-Widowiskowa „Globus” im. Tomasza Wójtowicza, Lublin Widzów: 800 Sędzia: Marek Maliszewski, Dariusz Zapolski, Maciej Krupiński |
| 16 lutego 202318:00 | Pkt:Cuthbertson 18 Zb:Cuthbertson 8 As:Mazurczak 9 | 87:92(18:20, 16:31, 21:13, 32:28) | Pkt:Penava 20 Zb:Benson 10 As:Fortson 9 | Hala Sportowo-Widowiskowa „Globus” im. Tomasza Wójtowicza, Lublin Widzów: 800 Sędzia: Marek Maliszewski, Dariusz Zapolski, Maciej Krupiński |

| 16 lutego 202320:30 | Polski Cukier Start Lublin             | 87:86(17:15, 25:20, 24:19, 21:32) | Legia Warszawa                           | Hala Sportowo-Widowiskowa „Globus” im. Tomasza Wójtowicza, Lublin Widzów: 1215 Sędzia: Tomasz Trawicki, Łukasz Jankowski, Bartłomiej Kucharski |
| 16 lutego 202320:30 | Pkt:Melvin 18 Zb:Čavars 11 As:Smith 10 | 87:86(17:15, 25:20, 24:19, 21:32) | Pkt:Vinales 33 Zb:Leslie 11 As:Vinales 6 | Hala Sportowo-Widowiskowa „Globus” im. Tomasza Wójtowicza, Lublin Widzów: 1215 Sędzia: Tomasz Trawicki, Łukasz Jankowski, Bartłomiej Kucharski |

| 17 lutego 202318:00 | BM Stal Ostrów Wielkopolski                | 80:89(25:22, 22:16, 12:23, 21:28) | Anwil Włocławek                               | Hala Sportowo-Widowiskowa „Globus” im. Tomasza Wójtowicza, Lublin Widzów: 400 Sędzia: Marcin Kowalski, Tomasz Trawicki, Mariusz Nawrocki |
| 17 lutego 202318:00 | Pkt:Djurišić 18 Zb:Djurišić 8 As:Perkins 8 | 80:89(25:22, 22:16, 12:23, 21:28) | Pkt:Williams 17 Zb:Williams 11 As:Łączyński 7 | Hala Sportowo-Widowiskowa „Globus” im. Tomasza Wójtowicza, Lublin Widzów: 400 Sędzia: Marcin Kowalski, Tomasz Trawicki, Mariusz Nawrocki |

| 17 lutego 202320:30 | WKS Śląsk Wrocław                                      | 70:79(15:24, 23:15, 19:24, 13:16) | Trefl Sopot                           | Hala Sportowo-Widowiskowa „Globus” im. Tomasza Wójtowicza, Lublin Widzów: 700 Sędzia: Dariusz Zapolski, Michał Chrakowiecki, Michał Kuzia |
| 17 lutego 202320:30 | Pkt:Martin 13 Zb:Parakhouski, Ramljak po 5 As:Martin 4 | 70:79(15:24, 23:15, 19:24, 13:16) | Pkt:Nevels 30 Zb:Gordon 11 As:Wells 4 | Hala Sportowo-Widowiskowa „Globus” im. Tomasza Wójtowicza, Lublin Widzów: 700 Sędzia: Dariusz Zapolski, Michał Chrakowiecki, Michał Kuzia |

### Półfinały
| 18 lutego 202315:00 | PGE Spójnia Stargard                     | 86:109(19:27, 25:26, 16:26, 26:30) | Polski Cukier Start Lublin            | Hala Sportowo-Widowiskowa „Globus” im. Tomasza Wójtowicza, Lublin Widzów: 2000 Sędzia: Dariusz Zapolski, Michał Chrakowiecki, Bartłomiej Kucharski |
| 18 lutego 202315:00 | Pkt:Mathews 19 Zb:Clarke 15 As:Fortson 5 | 86:109(19:27, 25:26, 16:26, 26:30) | Pkt:Melvin 24 Zb:Čavars 9 As:Smith 15 | Hala Sportowo-Widowiskowa „Globus” im. Tomasza Wójtowicza, Lublin Widzów: 2000 Sędzia: Dariusz Zapolski, Michał Chrakowiecki, Bartłomiej Kucharski |

| 18 lutego 202319:00 | Anwil Włocławek                                     | 91:93 (pd.)(19:15, 15:17, 16:20, 16:14, dogr. 12:12, 13:15) | Trefl Sopot                           | Hala Sportowo-Widowiskowa „Globus” im. Tomasza Wójtowicza, Lublin Widzów: 700 Sędzia: Tomasz Trawicki, Łukasz Jankowski, Karol Nowak |
| 18 lutego 202319:00 | Pkt:Moore 25 Zb:Sanders, Williams po 7 As:Sanders 6 | 91:93 (pd.)(19:15, 15:17, 16:20, 16:14, dogr. 12:12, 13:15) | Pkt:Nevels 30 Zb:Nevels 13 As:Pluta 6 | Hala Sportowo-Widowiskowa „Globus” im. Tomasza Wójtowicza, Lublin Widzów: 700 Sędzia: Tomasz Trawicki, Łukasz Jankowski, Karol Nowak |

### Finał
| 19 lutego 202318:00 | Polski Cukier Start Lublin                   | 80:91(23:18, 22:29, 20:23, 15:21) | Trefl Sopot                         | Hala Sportowo-Widowiskowa „Globus” im. Tomasza Wójtowicza, Lublin Widzów: 2500 Sędzia: Marcin Kowalski, Dariusz Zapolski, Bartłomiej Kucharski |
| 19 lutego 202318:00 | Pkt:DeVoe, Smith po 15 Zb:Smith 6 As:Smith 7 | 80:91(23:18, 22:29, 20:23, 15:21) | Pkt:Nevels 27 Zb:Radić 9 As:Wells 9 | Hala Sportowo-Widowiskowa „Globus” im. Tomasza Wójtowicza, Lublin Widzów: 2500 Sędzia: Marcin Kowalski, Dariusz Zapolski, Bartłomiej Kucharski |

## Konkurs wsadów
18 lutego 2023 przed finałem turnieju odbył się również konkurs wsadów. W pierwszej rundzie wzięło udział pięciu zawodników PLK. Każdy z nich miał po dwie próby, które oceniło czterech sędziów. Do finału awansowało 3 zawodników z najlepszymi rezultatami. Wygrał Phil Fayne z Kinga Szczecin.

### Uczestnicy
- Mateusz Bręk (Rawlplug Sokół Łańcut)
- James Eads (Rawlplug Sokół Łańcut)
- Phil Fayne (King Szczecin)
- Dominik Grudziński (PGE Spójnia Stargard)
- Martin Krampelj (MKS Dąbrowa Górnicza)

### Rundy

#### I runda
| Lp. | Zawodnik           | Punkty |
| --- | ------------------ | ------ |
| 1.  | Phil Fayne         | 100    |
| 2.  | Martin Krampelj    | 91     |
| 3.  | James Eads         | 86     |
| 4.  | Mateusz Bręk       | 78     |
| 5.  | Dominik Grudziński | 76     |

#### II runda
| Lp. | Zawodnik        | Punkty |
| --- | --------------- | ------ |
| 1.  | Phil Fayne      | 93     |
| 2.  | Martin Krampelj | 90     |
| 3.  | James Eads      | 39     |

## Konkurs rzutów za 3 punkty
18 lutego 2023 przed finałem turnieju odbył się również konkurs rzutów za 3 punkty. W pierwszej rundzie wzięło udział sześciu zawodników PLK, każdy miał dwadzieścia pięć prób. Do finału awansowało 3 zawodników z największą liczbą punktów za trafione rzuty. Wygrał Jakub Nizioł ze Śląska Wrocław.

### Uczestnicy
- Zac Cuthbertson (King Szczecin)
- Karol Gruszecki (PGE Spójnia Stargard)
- Michał Krasuski (Polski Cukier Start Lublin)
- Jakub Nizioł (Śląsk Wrocław)
- Luke Petrasek (Anwil Włocławek)
- Delano Spencer (Rawlplug Sokół Łańcut)

### Rundy

#### I runda
| Lp. | Zawodnik        | Punkty |
| --- | --------------- | ------ |
| 1.  | Zac Cuthbertson | 16     |
| 1.  | Karol Gruszecki | 16     |
| 3.  | Jakub Nizioł    | 15     |
| 3.  | Delano Spencer  | 15     |
| 5.  | Michał Krasuski | 11     |
| 6.  | Luke Petrasek   | 9      |

#### Dogrywka
| Lp. | Zawodnik       | Punkty |
| --- | -------------- | ------ |
| 1.  | Jakub Nizioł   | 4      |
| 2.  | Delano Spencer | 2      |

#### Finał
| Lp. | Zawodnik        | Punkty |
| --- | --------------- | ------ |
| 1.  | Jakub Nizioł    | 21     |
| 2.  | Karol Gruszecki | 16     |
| 3.  | Zac Cuthbertson | 12     |